# Escambray-upproret

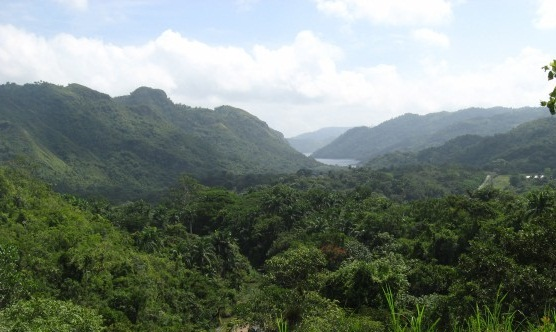
Del av Sierra del Escambray på centrala Kuba, plats för strider i början av 1960-talet.

Escambray-upproret var ett väpnat uppror mot Fidel Castros regim på Kuba åren 1959–1965. Upproret hade sin bas i Sierra del Escambray i den centrala delen av ön, där tidigare soldater under Batista, lokala bönder och delar av Castros före detta gerilla vände sig emot den nya regimen och dess tilltagande kommunistiska politik.
Upproret bekämpades av Castros regim via militära operationer som gick under namnet Lucha Contra Bandidos ('Kampen mot banditerna'). 1965 avslutades striderna efter att alla upprorsmännen eliminerats. 

## Historia

### Bakgrund och start
Upproret inleddes strax efter den kubanska revolutionen 1959. Den leddes av delar av den tidigare gerillan mot Batistas regim, en gerilla som motsatte sig den kubanska revolutionens tilltagande socialistiska inriktning och landets starkare kopplingar till Sovjetunionen. Där fanns även små landägare som motsatte sig kollektiviseringen av landets jordbruksmark. Upproret mottog hemlig hjälp från CIA och Eisenhower-administrationen, baserat på Castros kopplingar till Sovjetunionen.
De upproriska guajiri-bönderna stöttades av några tidigare Batista-soldater. Mestadels leddes den kontrarevolutionära kampen av tidigare medlemmar av Directorio Revolucionario Estudiantil, en aktivistgrupp grundad 1960 kring exil-kubanska studenter baserade i USA. Här fanns antikommunisterna Osvaldo Ramírez och tidigare Castro-lojale gerillaledaren William Alexander Morgan. Ramírez och Morgan sågs av USA som potentiella allierade i dess kamp för att minska kommunismens inflytande på Kuba, och man skickade CIA-utbildade exil-kubaner för att sprida information om en opposition mot Castro på Kuba.

### Utveckling
CIA bidrog med viss hjälp till de upproriska, men man drog tillbaka allt stöd efter den misslyckade invasionen vid Grisbukten 1961. Detta beseglade den alltmer isolerade kontrarevolutionens öde; Castro hade och viss hjälp av sitt avslöjande av andra CIA-ledda aktioner på Kuba. Efter misslyckandet vid Grisbukten återvände Ramirez till Escambray-bergen, och han sade nej till ett erbjudande om kapitulation av Castros utsände Faure Chomón.
Den kubanska regimens huvudsakliga taktik i kampen mot upproret var att stationera ut tusentals soldater mot en mindre grupp av upprorsmän, där man formerade täta led och successivt "ringade in" olika upprorsgrupper. Soldaterna och taktiken leddes av  Raul Menendez Tomassevich (medgrundare av Kubas kommunistparti) och Lizardo Proenza.

### Slutet
De upproriska var begränsade till antalet, och de saknade tillgång till förnödenheter och annat stöd utifrån. Detta snabbade på upprorets slutliga nederlag. De statliga kubanska trupperna utförde vida inringningsaktioner, en taktik som gjorde dem till måltavlor för gevärseld men slutligen avgjorde kampen. Den spansk-sovjetiske rådgivaren Francisco Ciutat de Miguel, som också deltog vid Grisbukten, var en av de ledande i Kampen mot banditerna. Castro använde en taktik med överväldigande styrka, och vid vissa tillfällen deltog uppemot 250 000 man – de flesta milismän – i de olika inringnings- och bekämpningsaktionerna. Milismännen utgjorde också 3 500 av de totalt 4 000 manförlusterna på regeringssidan.
En del av de upproriska gav upp frivilligt, bara för att ställas inför exekutionsplutonen. Endast en handfull upprorsmän undkom inringningsaktionerna.

### Resultat och efterspel
Kampen mot banditerna varade längre och inkluderade fler soldater än den tidigare kampen mot Batistas styrkor.
Raúl Castro hävdade i ett tal 1970 att upproret ledde till att 500 medlemmar av Kubas revolutionsarmé förlorade livet. Dödstalen på upprorssidan och bland övriga runt striderna (civila och prorevolutionära milisstyrkor) är okända. Uppskattningar av den totala mängden dödade i striderna spänner från 1 000 till 7 000.